# Helen Gahagan Douglas
Helen Gahagan Douglas (1900 - 1980), née Helen Gahagan dans le New Jersey, était une actrice et une femme politique américaine. Dans les années 1920, elle a connu le succès comme comédienne à Broadway, puis s'est mariée en 1931 avec l'acteur hollywoodien Melvyn Douglas, avec lequel elle aura deux enfants.
Elle a été la 3e femme, et la 1re au nom du Parti démocrate à être élue au Congrès des États-Unis pour la Californie, de 1945 à 1951, en se faisant l'avocate des droits des femmes, des droits civiques et du désarmement mondial. Elle a échoué à être élue sénatrice de la Californie, face au futur président Richard Nixon en 1950. 
Elle meurt le 28 juin 1980, d'un cancer du poumon.